# 南投縣廢止與缺號鄉道列表
南投縣廢止與缺號鄉道列表列出南投縣境內目前缺號的鄉道主線編號與過去曾被編為鄉道的路線之詳細歷史資料及現況。

## 缺號鄉道路線
本段落所載之路線資訊係記錄過去曾使用該編號之路線。

### 曾經的空號，2016年1月22日公告後重新啟用
- 投5線：

- 起訖點：頂番子田～新莊
- 詳細起點：今茄萣區萬福、白雲里交界之中正路二段、白砂路路口，投2線岔路上。
- 詳細終點：今草屯鎮新莊里新莊，投1線岔路上。
- 里程：4.572k（1961年）、4.505K（1976年）
- 歷史沿革：
  1. 1961年：投5線起訖點頂番子田～新莊。
  2. 1976年：本線部分改為投7線後成為空號。

- 現況：路線尚存，為今投7線及草屯鎮日新街。2016年1月22日公告東草屯交流道聯絡道為投5線。

- 投12線：

- 起訖點：平林橋～頭前厝
- 詳細起點：今日南投市福興里平林大橋前，台14丁線岔路上。
- 詳細終點：今日草屯鎮上林 里頭前厝，台14乙線岔路上。
- 里程：1.881K（民國99年，該年解編）
- 歷史沿革：
  1. 1961年：投12線起訖點北勢湳～土城,里程2.881K。另有一支線投12-1線（坪頂～土城線，里程2.265K。）
  2. 1976年：148線縮至草屯，將路線改線為草屯～土城線（148線舊線），原線降為投12-1線。初代投12-1線廢除編號。
  3. 1983年:投12線、投12-1線編碼撤除，原線分別改編入投6線與部分投10線、玉屏巷。
  4. 1989年：改編至平林橋～頭前厝一線，里程1.881K。
  5. 年代未詳（可能為2010年）：因與台3線共線過長而解編，投12線成為空號。

- 現況：路線尚存，分別為今日之玉屏巷→投10線、投6線中段、草屯鎮草溪路（止於上林派出所），原投12-1線為今草屯鎮三層巷。2016年1月22日公告草屯鎮[下土城-下雙冬]原本投6線後段為投12線。

- 投21線：

- 起訖點：南投～軍功寮
- 詳細起點：今日南投市平和里南投市區，139線岔路上。
- 詳細終點：今日南投市軍功里軍功寮，台14乙線岔路上。
- 里程：2.421k（1976年），3.485k（2010年）
- 歷史沿革：
  1. 1961年：投21線起訖點南投～軍功寮
  2. 1976年：全線解編，投21線成為空號。

- 現況：路線尚存，為今南投市平和街 → 育樂路 → 中興路392巷 → 中興路(台14乙線) → 軍功路。2016年1月22日公告南投市[六分寮-草尾嶺]原本投90線前半段調整為投21線。

- 投77線：

- 起訖點：牛相觸～暨南大學
- 詳細起點：今日埔里鎮南村里牛相觸，舊台14線岔路上
- 詳細終點：今日埔里鎮南村里、桃米里暨南大學後門
- 里程：4.000k(1989年)、2.800k（2007年）
- 歷史沿革：
  1. 1961年：編為四角城－大湳線，里程4.436k。
  2. 1976年：路線略為縮短，里程減為4.003k。
  3. 1983~1989年間：編號改編至牛相觸－大坪頂一線，原線改編號為投78線。
  4. 1995年：路線中段一部分因暨南國際大學建校而重劃消失，後段約900公尺已實質解編，但公報資料未更改。
  5. 2007年：全線解編成為空號。

- 現況：路線尚存，北段為今埔里鎮南村巷，南段為無名巷道。2016年1月22日公告埔里鎮[壽全橋-愛蘭橋]原本投72-1線調整為投77線。

### 預留空號，包含2016年1月22日公告後變成空號的編號
- 投7線：

- 投23線：

- 起訖點：橫山～赤水
- 詳細起點：今日南投市永興里橫山，139線岔路上。
- 詳細終點：今日名間鄉赤水村赤水，150線岔路上。
- 里程：3.507k（1961年）、4.408k（1976年）、4.643k（解編時）
- 歷史沿革：
  1. 1961年：投23線起訖點橫山～赤水，當時橫山－鹿鳴間尚未完工，且路線稍有差異。
  2. 1994年：原線改編入縣道139乙，投23成為空號。

- 現況：路線尚存，為今139乙線前段。

- 投33線：

- 投38線：

- 起訖點：赤水～名間
- 詳細起點：今日名間鄉赤水村赤水，150線岔路上。
- 詳細終點：今日名間鄉中正村、中山村名間，台3線起點上。
- 里程：10.200k（1961年）
- 歷史沿革：
  1. 1961年：投38線起訖點赤水～名間
  2. 1994年：原線改編入縣道139乙，投38成為空號。

- 現況：路線尚存，為今139乙線後段。

- 投41線：
- 投50線：
- 投60線：

- 投74線：

- 起訖點：藍子城～埔里
- 詳細起點：今日埔里鎮藍城里藍子城，投75線岔路上。
- 詳細終點：今日埔里鎮大城里埔里，台14線舊線岔路上。
- 里程：1.932k
- 歷史沿革：
  1. 1961年：投74線起訖點藍子城～埔里。
  2. 1976年：全線解編，投74線成為空號。

- 現況：路線尚存，為今南投縣埔里鎮藍城路、大同街、大成路。

- 投86線：
- 投87線：
- 投88線：
- 投90線：

- 投91線：

- 起訖點：中投縣/市界(翠巒產業道路)-力行村
- 詳細起點：中投縣/市界
- 詳細終點：仁愛鄉力行村與投89線交會
- 里程：不詳
- 歷史沿革：不詳
- 現況：翠巒產業道路的預留編號但未公告，也沒有設置里程牌面。

- 投92線：

- 投94線：

- 起訖點：東和～過寮
- 詳細起點：今日竹山鎮桶頭里東和，雲投縣界上。
- 詳細終點：今日竹山鎮桶頭里倒踏坑，雲投縣界上。
- 里程：3.018k（1989年）
- 歷史沿革：
  1. 1961年：無此編碼。
  2. 1983~1989年：新編東和～過寮間道路為雲投195線，起訖點名稱為東和～過寮，里程3.018k，但因為當時已有縣道149甲斗六－草嶺路段，故本編號並無實質意義。
  3. 年代不詳：改編號為投94線。
  4. 2007年：正式併入縣道149甲，投94成為缺號。

- 現況：路線尚存，為今縣道149甲南投縣內路段。

- 投96線：

- 本編號從未使用於任何鄉道路線上。

- 投98線：

- 本編號從未使用於任何鄉道路線上。

- 投99線：
- 投101線：